# دي جونز
دي جونز (بالإنجليزية: Di Jones)‏ هو لاعب كرة قدم بريطاني (وحمل سابقاً جنسية المملكة المتحدة لبريطانيا العظمى وأيرلندا) في مركزي الدفاع والظهير، ولد في 1867 في المملكة المتحدة، وتوفي في 27 أغسطس 1902 في إنجلترا في المملكة المتحدة بسبب إنتان. شارك مع منتخب ويلز لكرة القدم. أما مع النوادي، فقد لعب مع بولتون واندررز ومانشستر سيتي ومانشستر يونايتد وChirk AAA F.C. ‏.